# Cestrum costaricense
Cestrum costaricense är en potatisväxtart som beskrevs av Francey. Cestrum costaricense ingår i släktet Cestrum och familjen potatisväxter. Inga underarter finns listade i Catalogue of Life.